# Colle Zemen
Il Colle Zemen (in bulgaro Земенска могила Semenska mogila) è un rilievo delle Alture di Vidin sulla Penisola Varna, nelle Isole Shetland Meridionali, Antartide.
Il colle prende il nome dalla città bulgara di Zemen, similmente a quanto avvenuto in altri casi a seguito della spedizione Tangra 2004/05.

## Posizione
Situato 280 m a nord del Picco Radnevo, 840 m a sud-ovest del Picco Mizia e 1,59 km a ovest del Picco Agatopoli.